# Antonina Gembkówna
Antonina Florentyna Gembkówna, pseud. Bronka (ur. 21 grudnia 1909 w Nowym Sączu, zm. 12 grudnia 1942 w KL Auschwitz), polska nauczycielka, instruktorka harcerska, uczestniczka konspiracji antyhitlerowskiej jako żołnierz Związku Walki Zbrojnej.
Była córką Agrypina Gembki (majstra na kolei) i Marii z domu Szypuła; miała ośmioro rodzeństwa. Ukończyła nowosądeckie Seminarium Nauczycielskie, po czym przeniosła się do pracy w szkole powszechnej w Kostuchnie na Śląsku (obecnie dzielnica Katowic). Była drużynową w Chorągwi Śląskiej Organizacji Harcerek.
Jesienią 1939 powróciła do Nowego Sącza i włączyła się do pracy konspiracyjnej. Była łączniczką Obwodu Nowy Sącz Związku Walki Zbrojnej, uczestniczyła w akcjach przerzutów granicznych i łączności. Zwierzchnikiem jej był porucznik Gucwa, pseud. Góral. Mieszkanie Gembkówny stało się punktem kontaktowym dla kurierów, prowadzono w nim nasłuch radiowy, redagowano i powielano pismo "Orzeł Biały", przygotowywano informacje radiowe. Redagowano również komunikaty konspiracyjne, które następnie Gembkówna dostarczała adresatom. Wskutek denuncjacji 21 marca 1941 do mieszkania wkroczyli Niemcy, którzy w czasie rewizji dotkliwie kurierkę pobili. Rewizja niczego nie wykazała, również Gembkówna nikogo nie wydała, mimo brutalnego śledztwa; w czasie jednego z przesłuchań doznała uszkodzenia kręgosłupa i w efekcie paraliżu. Do sierpnia 1941 więziona była w Nowym Sączu, potem w Tarnowie. W kwietniu 1942 trafiła do obozu koncentracyjnego Auschwitz, gdzie zmarła 12 grudnia tegoż roku na tyfus. 